# Faxinal (kommun)
Faxinal är en kommun i Brasilien.   Den ligger i delstaten Paraná, i den södra delen av landet, 1 000 km söder om huvudstaden Brasília. Antalet invånare är 16 317.
Följande samhällen finns i Faxinal:
- Faxinal

Omgivningarna runt Faxinal är huvudsakligen savann. Runt Faxinal är det ganska glesbefolkat, med 22 invånare per kvadratkilometer.